# Louise Saumoneau
Louise Saumoneau, née le 17 décembre 1875 à Poitiers et morte à Paris 12e 23 février 1950, est une féministe et militante politique socialiste française. Après plusieurs années d'engagement, elle renonce finalement au mouvement féministe, qu'elle juge trop éloigné de la lutte des classes. Elle devient alors une figure du mouvement socialiste. Elle est militante pacifiste au cours de la Première Guerre mondiale. À la suite du congrès de Tours et de la division des militants socialistes de la Section française de l'Internationale ouvrière (SFIO), elle reste à la droite du parti, refusant ainsi d'adhérer au Parti communiste.

## Biographie

### Jeunesse
Louise Aimée Saumoneau naît le 17 décembre 1875 dans une famille issue de la classe ouvrière de Poitiers. Son père, menuisier, travaille dans un atelier en ville. Sa sœur aînée épouse un menuisier et s'installe à Paris. Louise Saumoneau, alors âgée de onze ans, sa sœur cadette Berthe et ses parents la rejoignent. La vie y est difficile et Louise obtient une place de couturière afin de participer aux revenus de la famille, qui est désormais complétée par les quatre enfants de sa sœur aînée.

### Premiers engagements militants (1898-1901)
Vers 1898, Louise Saumoneau prend une demi-journée de congé pour assister à une assemblée féministe. Elle est déçue d’y constater que les sujets abordés sont très éloignés des préoccupations des femmes de la classe ouvrière. En effet, le débat porte sur la moralité des dots. L'année suivante, à vingt-quatre ans, elle s'associe à Élisabeth Renaud pour fonder le premier Groupe féministe socialiste (GFS). Le manifeste du GFS est signée par quatre femmes, toutes issues de milieux modestes, qui associent leurs métiers à leur nom : Louise Saumoneau (couturière), Elisabeth Renaud (institutrice), Estelle Mordelet et Florestine Malseigne (confectionneuses). Celui-ci témoigne de la « double oppression » subie par les femmes, expliquant que celles-ci sont exploitées par le capitalisme et légalement assujetties aux hommes.
Lors du Congrès international de la condition et des droits des femmes de 1900, dont la présidente est la journaliste et féministe française Marguerite Durand, Louise Saumoneau et Elisabeth Renaud appartiennent à une minorité. La majorité de l'assemblée est constituée de femmes issues de la bourgeoisie et de l'aristocratie. Ainsi, ces dernières apportent sans difficulté leur soutien au projet de loi visant à accorder aux ouvriers travaillant en industrie une journée de travail limitée à huit heures par jour, ainsi qu'un jour de congé entier par semaine. À l'inverse, elles rencontrent des difficultés à soutenir un autre projet qui donnerait à leurs domestiques et bonnes les mêmes conditions de travail. Ce projet est par ailleurs défendu par Louise Saumoneau et Elisabeth Renaud, mais il ne déclenche pas l'enthousiasme, malgré la présence de féministes radicales comme Marie Bonnevial, Louisa Wiggishoff ou Maria Pognon.
Cette même année, Louise Saumoneau participe à la fondation d’un syndicat de couturières. Celui-ci s’associe avec d’autres organisations du même genre basées dans trois autres quartiers modestes de Paris. Elle est élue secrétaire et bénéficie de l’aide de sa sœur Berthe. Une grève des tailleurs et couturières travaillant en atelier démarre dans le courant de février 1901. Celle-ci dure environ un mois, pendant lequel elle bénéficie d’une importante visibilité dans la presse, particulièrement dans le journal La Fronde. Les grévistes reçoivent un important soutien financier.
En avril 1901, Saumoneau et Renaud intègrent le Conseil national des femmes françaises dès sa création, à la tête duquel se trouve Sarah Monod. La majorité des membres, à l’image de la présidente, appartiennent à la bourgeoisie modérée philanthrope ; les socialistes représentent une minorité à la gauche du mouvement, et sont contrebalancés par la droite catholique, menée par Marie Maugeret.
Le syndicat des couturières est dissous en septembre 1901, et Louise Saumoneau est désormais convaincue que les syndicats doivent représenter les intérêts des hommes comme des femmes. Les membres du syndicat rejoignent d’autres syndicats auparavant réservés aux hommes mais s’ouvrant désormais à tous les travailleurs de l’industrie textile.
À la suite de ces évènements, Louise Saumoneau développe une hostilité envers le féminisme, considérant la lutte des classes comme plus urgente. Elle dénonce alors le féminisme bourgeois et se désintéresse des problématiques uniquement féminines. Elle considère que les femmes de la classe ouvrière ont plus de similarités qu’avec leurs homologues masculins qu’avec les femmes de la bourgeoisie. De plus, elle considère qu’une assemblée de femmes ne peut pas être efficace dans sa lutte en s’isolant d’une société à domination masculine.

### Difficultés d’intégration dans la dynamique socialiste (1901-1914)
Entre 1901 et 1902, Louise Saumoneau et Elisabeth Renaud publient un journal mensuel intitulé La Femme socialiste, prenant pour modèle Die Gleichheit, journal allemand féministe marxiste. Celui-ci est édité par Clara Zetkin, dont Saumoneau est généralement considérée comme l’homologue française,. En 1902, alors que le GFS compte une centaine de membre, elle entre en désaccord avec Elisabeth Renaud, et celle-ci quitte le groupe. Louise Saumoneau en devient alors la dirigeante. Elle est toujours farouchement opposée au mouvement féministe. Par crainte d’être identifiée à ce mouvement, elle refuse d’aider une femme dont l’emploi dans une imprimerie avait été supprimé par un syndicat masculin. Cette vision est partagée par les membres du GFS, la plupart également couturières, qui développent une forte rancune envers le système de classe français.
En 1905, alors que le GFS a atteint deux cents membres, la Section française de l'Internationale ouvrière (SFIO), qui n’accepte que des membres féminins individuels, refuse de le reconnaître. Faute de légitimité, il disparaît.
Sept ans plus tard, en 1912, Saumoneau reprend la rédaction en chef de La Femme socialiste. Elle s’en sert d’organe de propagande et d’éducation ; celui-ci continuera d’être publié jusqu’en 1940.
En 1913, avec l’aide d’autres militantes comme Marianne Rauze et Elisabeth Renaud, elle fonde le Groupe des Femmes socialistes (GDFS), une branche de la SFIO à destination des femmes socialistes. Elle en décourage l’accès aux femmes féministes et entame un programme de recrutement. De plus, ce groupe se révèle davantage un groupe auxiliaire du Parti socialiste et n’a pas de hiérarchie propre. Par conséquent, le GDFS ne reçoit que trois cents adhésions en une année. Lorsque, le 25 mai 1913, la SFIO de Jean Jaurès organise, avec l'appui de la CGT et de la Fédération communiste anarchiste (FCA), une manifestation pacifiste contre la loi des Trois ans, elle est l'une des trois femmes à faire un discours avec Alice Jouenne et Maria Vérone,.
L’activité du groupe est interrompue un an plus tard par le début de la Première Guerre mondiale : la SFIO compte alors 90 000 membres, dont seulement 1 000 femmes, la moitié desquelles sont les femmes ou les filles de membres masculins.
Le 5 juillet 1914, vingt-trois jours avant la première déclaration de guerre et un mois avant l’entrée de la France dans le conflit international, Louise Saumoneau organise une manifestation pour la Journée internationale des femmes travailleuses – ou Journée internationale des femmes – pour réclamer le droit de vote et de meilleures conditions de travail pour les femmes. Parallèlement, elle entame un programme de recrutement.

### Première Guerre mondiale (1914-1918)
Lors de la Première Guerre mondiale, Louise Saumoneau adopte une position pacifiste. Cette position la mène à quitter le GDFS, celui-ci étant favorable à la guerre. Cette divergence d’opinions ainsi que le conflit international mènent d’ailleurs au déchirement du groupe, qui finit par être dissous,.
Au début de l’année 1915, elle diffuse clandestinement le texte de Clara Zetkin „An die sozialistischen Frauen aller Länder“ (« L'appel aux femmes socialistes »), qui déclare :
« „Wenn die Männer töten, so ist es an uns Frauen, für die Erhaltung des Lebens zu kämpfen. Wenn die Männer schweigen, so ist es unsere Pflicht, erfüllt von unseren Idealen die Stimme zu erheben.“ »
— Clara Zetkin, An die sozialistischen Frauen aller Länder

« Quand les hommes tuent, c’est à nous, femmes, de nous battre pour préserver la vie. Quand les hommes se taisent, c’est notre devoir que d’élever la voix pour nos idéaux. »
— An die sozialistischen Frauen aller Länder
Pendant ce même mois de janvier 1915, et en réponse à cet appel de Clara Zetkin, elle fonde le Comité d’action féministe socialiste pour la paix contre le chauvinisme. Deux mois plus tard, du 25 au 27 mars 1915 — soit six mois avant la conférence de Zimmerwald —, Clara Zetkin organise une conférence internationale des femmes socialistes à Berne (Suisse). Cet évènement vise à symboliser leur opposition à la guerre ; Louise Saumoneau y est la seule représentante française. Elle y dénonce le peu d’engagement des dirigeants socialistes, alors même qu’elle déclare que les masses sont opposées à la guerre.
À son retour de Berne, Louise Saumoneau est recherchée par la police ; en effet, ses idéaux pacifistes lui valent l’hostilité non seulement des autorités, mais également de la SFIO. Elle reçoit un blâme de la présidente du GDFS, Alice Jouenne. Le 25 avril 1915, alors qu’elle prévoit de tenir une conférence pour rendre compte de évènements de Berne, la police l’en empêche. Trois jours plus tard, le 28 avril, se tient la Conférence de La Haye (en) (au cours de laquelle est fondée la Ligue internationale des femmes pour la paix et la liberté) organisée par la féministe Aletta Jacobs. Celle-ci désire la présence de représentants français, mais n’invite pas Louise Saumoneau, qui à son tour déclare qu’elle ne coopérera pas avec Jacobs, entre autres à cause de ses origines bourgeoises.
Louise Saumoneau est finalement arrêtée le 2 octobre 1915 et emprisonnée à la prison Saint-Lazare, qui est habituellement fréquentée par des prostituées. Elle est relâchée le 20 novembre suivant après un non-lieu car les autorités souhaitent éviter qu’elle ne devienne un symbole du pacifisme. Elle rejoint quasi immédiatement le Comité d’action internationale fondé en décembre 1915 par des syndicalistes partisans des déclarations pacifistes de la conférence de Zimmerwald, période où Stéphanie Bouvard avait plaidé pour sa libération. Le Comité fusionne avec la Minorité socialiste pour former le Comité pour la reprise des relations internationales. Louise Saumoneau apporte son soutien au manifeste rédigé par Albert Bourderon, son dirigeant, qui y indique que le comité restera actif tant que la majorité du parti socialiste et le Bureau socialiste international (en) ne reprennent pas les relations internationales. En février 1917, les dirigeants du Comité se divisent et certains quittent le mouvement. Alphonse Merrheim part se concentrer sur la lutte syndicale ; Pierre Brizon, Jean-Pierre Raffin-Dugens et Albert Bourderon rejoignent la minorité pacifiste du SFIO menée par Jean Longuet. La direction du Comité revient ainsi à Louise Saumoneau, ainsi qu’à Fernand Loriot, Charles Rappoport et François Mayoux.

### Période d’après-guerre et Troisième Internationale (1919-1950)
Deux ans après la fin de la guerre, en décembre 1920, le Congrès de Tours mène à la division de la SFIO. La majorité vote en faveur d’une intégration dans la Troisième Internationale dans une optique communiste, créant ainsi la Section française de l’Internationale Communiste. La fraction dirigée par Léon Blum, incluant également la majorité des élus socialistes, comme Paul Faure et Jean Longuet, choisit de conserver le nom de SFIO. Celle-ci choisit de rester membre de la Deuxième Internationale, qui deviendra l’Internationale ouvrière socialiste, puis, à partir de 1951 et jusqu’à ce jour, l’Internationale socialiste (IS). C’est dans cette fraction que Louise Saumoneau choisit de rester plutôt que de rejoindre le Parti communiste. Elle avait régulièrement exprimé son soutien à la Troisième Internationale auparavant : cette décision constitue un changement significatif dans ses vues politiques.
En 1922, Louise Saumoneau refonde le Groupe des Femmes socialistes, qui continuera son activité jusqu’en 1931, date à partir de laquelle il est remplacé par le Conseil National des Femmes socialistes. Louise Saumoneau poursuit en parallèle la publication de La Femme socialiste jusqu’en 1940, publication interrompue par la Seconde Guerre mondiale.
Malgré la présence et l’influence de Louise Saumoneau et d’autres femmes activistes au sein du parti, la SFIO ne s’engage pas très activement en faveur du droit de vote des femmes avant la Seconde Guerre mondiale. Ce droit finalement acquis en 1945 (ainsi que celui de se présenter aux élections). Louise Saumoneau continue son militantisme jusqu’à la fin des années 1940 ; elle reprend une dernière fois la publication de La Femme socialiste en 1947 et la poursuit jusqu’en 1949, date de la dernière édition du journal.
Louise Saumoneau meurt l’année suivante, en 1950, dans le 12e arrondissement de Paris.